# 스타크래프트 II 협의회
스타크래프트 II 협의회는 스타크래프트 II 프로게임단과 스타크래프트 II 프로게이머들의 권익 보호 및 스타크래프트 II 게임단의 기업 - 리그 스폰서 영업과 게이머 게임단과 게이머간의 분쟁 중재, 스타크래프트 II 리그 활성화등을 위해 7개의 스타크래프트 II 게임단과 게이머, 리그 관계자등이 연합하여 만들어진 단체이다. 그러나 여러 가지 문제점이 드러나면서 팬들의 질타를 받게 되고, 결국 2011년 9월 24일 부로 해체를 선언했다.
2012년 3월 28일 e스포츠 연맹이 새롭게 창설되면서 기존 스타크래프트 II 협의회의 역할을 잇게 되었다.

## 구성
- 협의회장: 원종욱 (STARTALE 감독)

- 협의회 운영팀

- 협의회 위원
  - 박상익 (oGs 감독)
  - 이운재 (TSL 감독)
  - 박외식 (Prime 감독)
  - 김태엽 (fOu 감독)
  - 강동훈 (IM 감독)
  - 윤희원 (ZeNEX 감독)

- 게임단 협의회
  - 김성곤 (oGs 코치)
  - 이선종 (STARTALE 코치)
  - 최인규 (IM 코치)
  - 최윤상 (MVP 감독)

- 협의회 자문위원단
  - 곰TV e스포츠 사업본부
  - 심현 (디스이즈게임 기자)
  - 박원기 (e스포츠 논객)

- 게이머 협의회장
  - 박경락 (IM)

- 게이머 협의회
  - 김정환 (oGs)
  - 이형주 (Prime)
  - 김성제 (STARTALE)
  - 김원기 (TSL)
  - 이형섭 (fOu)
  - 김수호 (ZeNEX)

## 연혁
- 2010년 11월 17일 협의회 발족, 게이머 소양교육 실시[1]
- 2010년 11월 27일 협의회 홈페이지 오픈
- 2010년 12월 15일 신규 제 8 게임단 MvP 협의회 가입 승인[2]
- 2010년 12월 16일 신규 자문위원으로 e스포츠 논객 박원기 선임[3]
- 2011년 1월 31일 게이머 협의회장 박경락 선출
- 2011년 3월 29일 신규 제 9 게임단 NS호서 협의회 가입 승인
- 2011년 8월 4일 TSL, 협의회 공식 탈퇴
- 2011년 9월 24일 협의회 해체 선언

## 논란

### TSL 사태
스타크래프트 2 프로게이머 서기수 선수와 김원기 선수는 팀 리빌딩 작업 중이던 게임단 TSL에서 탈퇴하고 스타테일로 이적한 후, 두 선수는 TSL로부터 지급받지 못한 급여와, 초상권을 통해 발생한 수익분을 지급해 줄 것을 스타크래프트 II 협의회에 중재 요청을 하였으며, 협의회는 이에 따라 양 선수 측에는 게임단 운영에 부담을 줄 수 있는 개인적인 행동에 대한 반성을, TSL 측에는 선수가 지급받지 못한 급여 45일분 525만원과 김원기에게 미지급하였던 50만원, 그리고 게임단 탈퇴 이후 기간에 사용된 초상권에 대해 75만원을 포함한 총 650만원을 양 선수에게 청구하고나 지급하거나, 총 650만원 중 400만원을 선수 측에게 지급하고 인터뷰 기사를 통해 선수 측의 명예를 훼손한 부분에 대해 바로 잡도록 권고 했다.
이후 협의회 측은 이러한 중재 결과에도 불구하고, TSL측의 이해를 대변해 줄 수 있는 제 3자를 참석시켜 회의를 진행하겠다는 의도를 TSL 측에 전하였으나, TSL 측은 이를 거부하고, 2011년 8월 4일에 협의회 측에 협의회 탈퇴를 통보하였다. 이에 협의회는 TSL을 영구 제명하였다.
이에 대해 TSL은 급여 미지급 건에 대해서는 선수들이 불성실한 태도와 팀워크를 헤치는 행동, 팀 리빌딩에 불참여 및 비관심을 보이는 등의 행동으로 감독 및 TSL선수들이 이 두 선수들에게 연봉지급을 할 필요가 없다고 판단하였고 그런 기간이 약 한 달이였으며, 팀의 예산이 부족한 상황에서 두 선수들의 연봉보다 소속 선수들의 생활비를 지급하는 것이 우선이라고 판단하였다고 하였다. 초상권에 대해서는 해당 콘텐츠가 수정을 하는데 시간이 들 수 밖에 없다고 해명하고 탈퇴 이유에 대해서는 TSL의 의사를 무시하고 주관이 없고 편파적이라 판단하였다고 설명했다.
그 후 협의회장 스타테일의 원종욱 감독은 스타크래프트 2 커뮤니티 사이트 PlayXP를 통해, TSL의 주장에 대해 TSL에는 후원사의 후원금이 정상 지급 되고 있으며, 자신이 운영하는 게임단과 비교해 예산이 부족할리 없을 것이라 반박하였으나, 후에 원종욱 감독이 자신이 올린 글에 상당수의 과장과 거짓이 있음을 인정하고, TSL이 설명한 부분이 사실이라는 것을 모두 확인했다는 사실을 전하며, TSL 측과 팬들에게 사과 의사를 전달한다.
8월 9일, 협의회는 추가 의결을 통해, TSL에 사과 의사를 전달하고 TSL 강제 제명 조치를 철회하지만, TSL은 협의회 해체일 까지, 재가입 의사를 밝히지 않았다.
스타크래프트 2 협의회 자문위원인 The xian은 〈Shame on you〉라는 칼럼을 통해 이 사건에 대해 협의회는 입이 열 개가 아니라 백 개, 천 개라도 할 말이 없으며, 제대로 된 시스템을 만들지 못하고 선수들의 권익을 보호하는 데에 소홀했던 게임단의, 협의회의 잘못이라 강력히 비판했다.

### NASL 출전 금지 논란
미국의 스타크래프트 II 리그, 북미 스타 리그 (NASL) 측은 2011년 8월 12일, 스타크래프트 커뮤니티 팀 리퀴드를 통해, NASL측이 한국 팀에게 경비 지원, 보증금 제도 개선 등의 방안을 2차에 걸쳐 제안했으나, 스타크래프트 II 협의회의 이름으로 본선 개막이 얼마 남지 않았던 북미 스타 리그 시즌 2에 출전하지 않겠다고 통보하면서, 논란이 일었다.
이에 대해 협의회는 공식 홈페이지를 통해 이번 한국 선수 참가 불참에 대해 협의회와는 관계가 없다고 무관하다며, 불참으로 인해 발생된 분쟁은 각 게임단 자체적은 진행된 내용이라 해명했다. 또한, 협의회는 NASL 측으로부터 이전부터 어떠한 협의도 없었음을 밝혔다.
NASL 측은 한국에서 진행되는 일을 정확하게 알지 못하고 있으며 한국 팀들의 공통된 결정을 들었고 첫 입장표시 초안 (Draft)에는 스타크래프트 II 협의회 (SC2 Korean Team Committee)라는 이름으로 작성되어 있었다며, 이후에도 이렇게 작성되어 협의회라 적은 것이라 설명했다. 이어 NASL 측은 스타크래프트 II 협의회가 아닌 소수 팀들의 결정이었으면 입장 전달 주체를 잘못 인지한 점에 대해 사과 입장을 내비쳤다.
하지만, 게임 전문 웹진 게임메카는 스타크래프트 II 협의회의 해명에 대해 "게임단 내에서 처리하기 버거운 분쟁을 조정하겠다는 주요 설립목적에 크게 어긋나는 행동이다."며 "비록 직접적으로 관련된 사항이 아니지만 좀 더 적극적으로 움직여 쌍방이 모두 만족할만한 결과를 일궈내는 것이 스타2 협의회가 진정으로 할 일이 아니었나 싶다."라 비판했다.

## 같이 보기
- 스타크래프트 II 프로게임단
- 글로벌 스타크래프트 II 리그
- e스포츠 연맹